# FK Istaravshan
El FK Istaravshan es un equipo de fútbol de Tayikistán que juega en la Liga de fútbol de Tayikistán, la primera división de fútbol en el país.

## Historia
Fue fundado en el año 1938 en la ciudad de Istaravshan con el nombre Spartak, y han cambiado de nombre en varias ocasiones:
- 1938–1980: Spartak
- 1981–1991: Trikotazhnik
- 1992–2003: Istaravshan
- 2004: Uroteppa
- 2009–: Istaravshan

Fue el equipo más ganador de la década de los años 1980 durante el periodo soviético donde fue campeón de liga en cuatro ocasiones de manera consecutiva y de ser campeón de copa en una ocasión.
Tras la disolución de la Unión Soviética y la independencia de Tayikistán se convirtieron en uno de los equipos fundadores de la Liga de fútbol de Tayikistán en 1992 donde finalizaron en sexto lugar.
En 1995 fue subcampeón de liga, y desapareció en 2013 luego de descender por problemas financieros y por el fallido intento de fusionarse.
El club fue refundado en 2017, logrando el título de la segunda categoría al año siguiente y su regreso a la Liga de fútbol de Tayikistán.

## Palmarés

### Era Soviética
- Liga Soviética de Tayikistán: 4

1980, 1981, 1982, 1983
- Copa Soviética de Tayikistán: 1

1981

### Era Independiente
- Primera Liga de Tayikistán: 1

2018